# Pajtim Statovci
Œuvres principales
Mon chat Yugoslavia
Pajtim Statovci, né en 1990 au Kosovo, alors une region autonome de la Yougoslavie, est un écrivain finlandais d'origine albanaise.

## Biographie
Il a deux ans quand sa famille, installée au Kosovo, émigre en Finlande pour fuir les troubles politiques.
Il étudie à l'université d'Helsinki en littérature comparée et la scénarisation à l'École supérieure Aalto d'art, de design et d'architecture d'Helsinki.
Il est encore étudiant lorsqu'il publie, en 2014, Mon chat Yugoslavia (Kissani Jugoslavia), un roman qui se déroule dans les années 1980 et qui, à l'aide de deux récits donnés en alternance, mêle les thématiques gay et de l'intégration des immigrants dans la société finlandaise. L'œuvre, où se perçoit l'influence du roman Le Maître et Marguerite de Mikhaïl Boulgakov, remporte le Prix littéraire Helsingin Sanomat 2014 avant de rencontrer un succès international. 
Son deuxième roman, Tiranan sydän, paraît en août 2016.
Son troisième roman, Bolla, est publié en août 2019 et reçoit la même année le Prix Finlandia. Pajtim Statovci devient ainsi le plus jeune lauréat de ce prix littéraire le plus prestigieux de Finlande.

## Œuvre

### Romans
- Kissani Jugoslavia (2014) Publié en français sous le titre Mon chat Yugoslavia, traduit par Claire Saint-Germain, Paris, Denoël, coll. « Et d'ailleurs », 2016  (ISBN 978-2-207-11877-1) ; réédition, Paris, Denoël, coll. « Folio » no 6334, 2017  (ISBN 978-2-07-270086-6)[3]
- Tiranan sydän (2016) Publié en français sous le titre La Traversée, traduit par Claire Saint-Germain, Paris, Buchet-Chastel, 2021,  (ISBN 978-2283032312)
- Bolla (2019)  Traduit en français par Claire Saint-Germain, Paris, Les Argonautes Editeurs, 2023,   (ISBN 9782494289093)

## Prix
- 2014 : Prix littéraire Helsingin Sanomat pour Mon chat Yugoslavia